# Gad Lerner
Gad Eitan Lerner (en hébreu : גד איתן לרנר, né le 7 décembre 1954 à Beyrouth) est un écrivain, un journaliste et un présentateur de télévision italien.

## Biographie
Gad Lerner est né dans une famille juive d'origine multiethnique qui s'était établie en Palestine bien avant la création d'Israël. Son père Moshé Lerner est né à Haïfa dans un modeste kibboutz de parents en provenance de Drohobytch en Galicie, une ville alors en Autriche-Hongrie, désormais en Ukraine ; sa mère est née à Tel Aviv mais s'installe rapidement au Liban et est d'origine à la fois judéo-turque et judéo-lituanienne.
Gad Lerner s'installe à Milan à l'âge de 3 ans. Apatride, il devient Italien à 32 ans. Il commence l'activité de journaliste pour le quotidien Lotta continua, organe du mouvement éponyme, et en devient directeur adjoint. Le quotidien s'arrête en 1979. Il travaille ensuite pour Il lavoro de Gênes, à Radio Popolare, au quotidien Il manifesto et à l'hebdomadaire L'Espresso.
Il devient célèbre grâce à la télévision et notamment aux programmes qu'il présente sur Rai 3, dont « Profondo Nord » où une carte de l'Italie est placée sens dessus-dessous, mais aussi « Milan, Italie » et pour Rai Uno et Rai Due, « Pinocchio » (1997-1999). De 1993 à 1996, il est directeur adjoint à La Stampa de Turin. Il dirige le TG1 de Rai Uno en juillet 2000 — il décide de ne pas diffuser le dernier entretien du juge Paolo Borsellino tué dans un attentat mafieux le 19 juillet 1992. Après trois mois, il démissionne, le 1er octobre, à la suite de polémiques sur un reportage sur la pédophilie. En 2001, il va à LA7 et devient éditorialiste du Corriere della Sera. Actuellement, il dirige l'émission « L'Infedele » sur la 7. Il collabore avec La Repubblica, avec Vanity Fair Italie et Nigrizia.
Gad Lerner est l'auteur de nombreux essais, dont Operai (1988), Il millennio dell'odio (2000) et Tu sei un bastardo, un pamphlet sur le métissage social et culturel actuel. Dans son dernier livre, Scintille (2009), il évoque son retour en Ukraine et au Liban. Avec ce livre il est proposé pour le prix Alabarda d'oro 2010.
Il a voté pour La Margherita en 2006 et a ensuite adhéré au Parti démocrate en en devenant le coordinateur dans le Montferrat.